# Gunilla Dored
Gunilla Maria Dored, född 1955 i Stockholm, är en svensk läkare och författare. 
Dored har specialistkompetens i allmän psykiatri. Hon har arbetat som överläkare vid flera svenska sjukhus, även universitetskliniker. Hon har arbetat flertal år i Norge, framförallt i Bergen men även en kortare period på Jylland i Danmark. Dored har också auskulterat på engelska sjukhus i London och haft sin psykiaterexamen godkänd där. Hon har de senare åren arbetat med psykosociala jämställdhetsfrågor och empatibegreppet.
Fadern arbetade åren innan pensionering som verkställande chef vid SMS Marine Service rederi AB. Modern arbetade korta perioder i affär.